# Musée de la bataille d'Anghiari
Le musée de la bataille d'Anghiari est situé sur les hauteurs de la ville d'Anghiari en Toscane surplombant le site de la célèbre bataille d'Anghiari entre les Milanais et les Florentins peinte par Léonard de Vinci.

## Situation
Le musée se trouve place Mameli, dans l'ancien palais Marzocco d'Anghiari, qui doit son nom à la statue du Marzocco située à l'angle de la rue, symbole de la souveraineté populaire florentine.

## Histoire
Ouvert en 2000 comme centre de documentation sur la bataille d'Anghiari, le musée a été agrandi, réaménagé et rouvert le 28 juin 2007.

## Collections
Le musée historique de la ville d'Anghiari se présente comme un parcours où neuf thèmes sont développés, chacun représentant une période ou un événement de l'histoire locale.  
Y est exposée une sélection d'objets importants de la région : de la préhistoire au XVIIIe siècle, des outils de pierre d'Homo neanderthalensis jusqu'aux armes à feu produites par les mains expertes du début du XVIIIe siècle. 
À noter la collection d'armes à feu d'Anghiari et celle de céramiques produites localement.
La pierre angulaire de l'exposition est la section consacrée à la bataille d'Anghiari, qui raconte la représentation picturale inachevée de Léonard de Vinci et l'importance historique de l'exploit d'armes. Le musée en conserve une copie du XVe siècle du peintre flamand Gérard Edelinck, des gravures d'artistes tels que Dürer ou Chagall.

## Actualités du musée
- L'intérieur du musée a été entièrement réaménagé en 2023/2024 en vue d'une numérisation des collections et d'installations propres à bien recevoir les visiteurs handicapées.

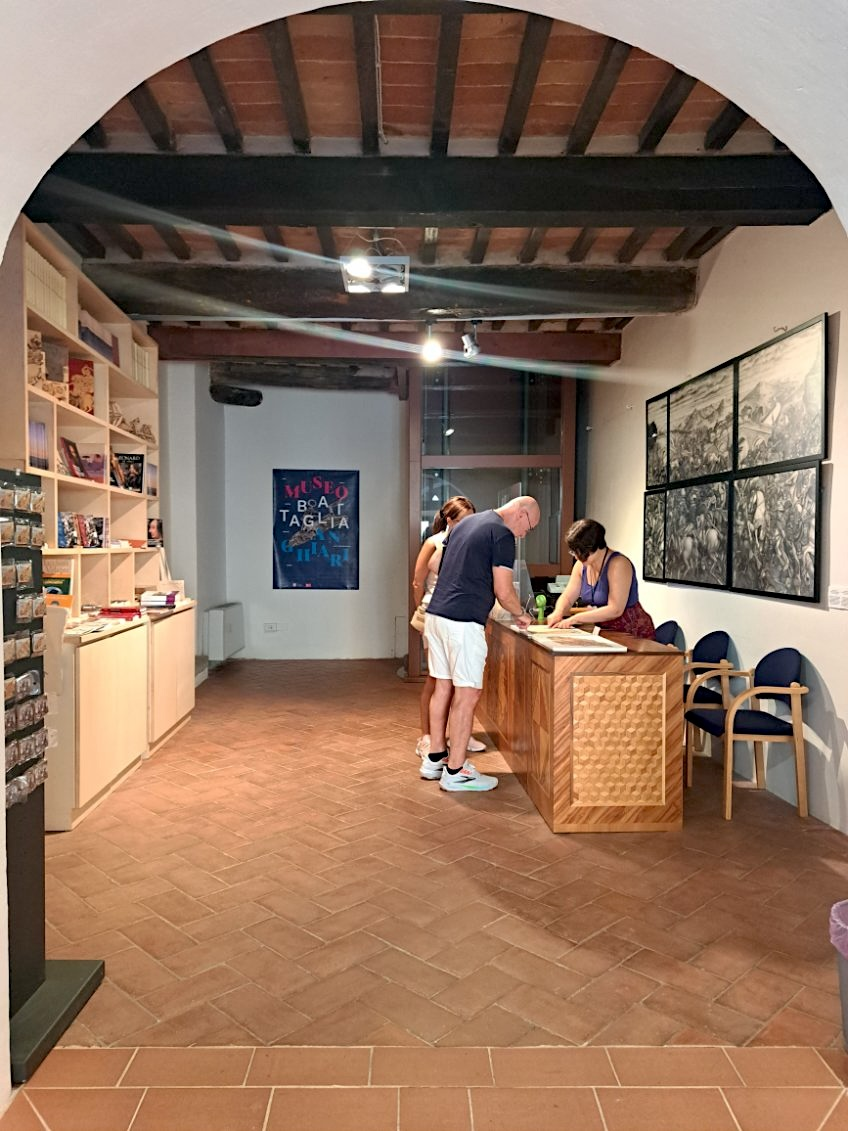
Musée de la Bataille et d'anghiari